# Joseph Palmer Frizell
Joseph Palmer Frizell (1832-1910) est un hydraulicien autodidacte américain, connu pour avoir, en 1898, indépendamment dérivé les équations fondamentales afin de décrire la vitesse d'une onde de choc (équations du coup de bélier), ainsi que pour son livre Water-Power publié en 1901 et qui a été alors le premier ouvrage pratique traitant de l'hydraulique aux États-Unis. Ce livre a été un jalon remarquable dans la maîtrise des connaissances hydrauliques, comme Schutze le résume : « En tant qu'ingénieur hydraulicien, Frizell était une éminence, et son livre, Water-Power, comblait un besoin indiscutable dans la technologie de cette époque. »

## Biographie
Après avoir suivi une scolarité élémentaire, Joseph Palmer Frizell s'initie seul aux mathématiques et à l'ingénierie. Il est embauché en 1850 dans une filature cotonnière à Manchester puis, en 1854, il y devient l'assistant de l'ingénieur municipal. À partir de 1856, il est assistant ingénieur des propriétaires des canaux et écluses du Merrimack, sous les ordres de James Bichens Francis, alors le plus expert des ingénieurs hydrauliciens des États-Unis. Francis, qui venait de finir et publier The Lowell Hydraulic Experiments, est en train de poursuivre ses recherches et c'est sous sa tutelle que Frizell travaille, de 1857 à 1861, puis de 1866 à 1867. Dans l'intervalle, la guerre de Sécession éclate, et Frizell sert en tant qu'assistant ingénieur en génie civil pour l'Union, qui l'affecte aux fortifications de la côte du Golfe.

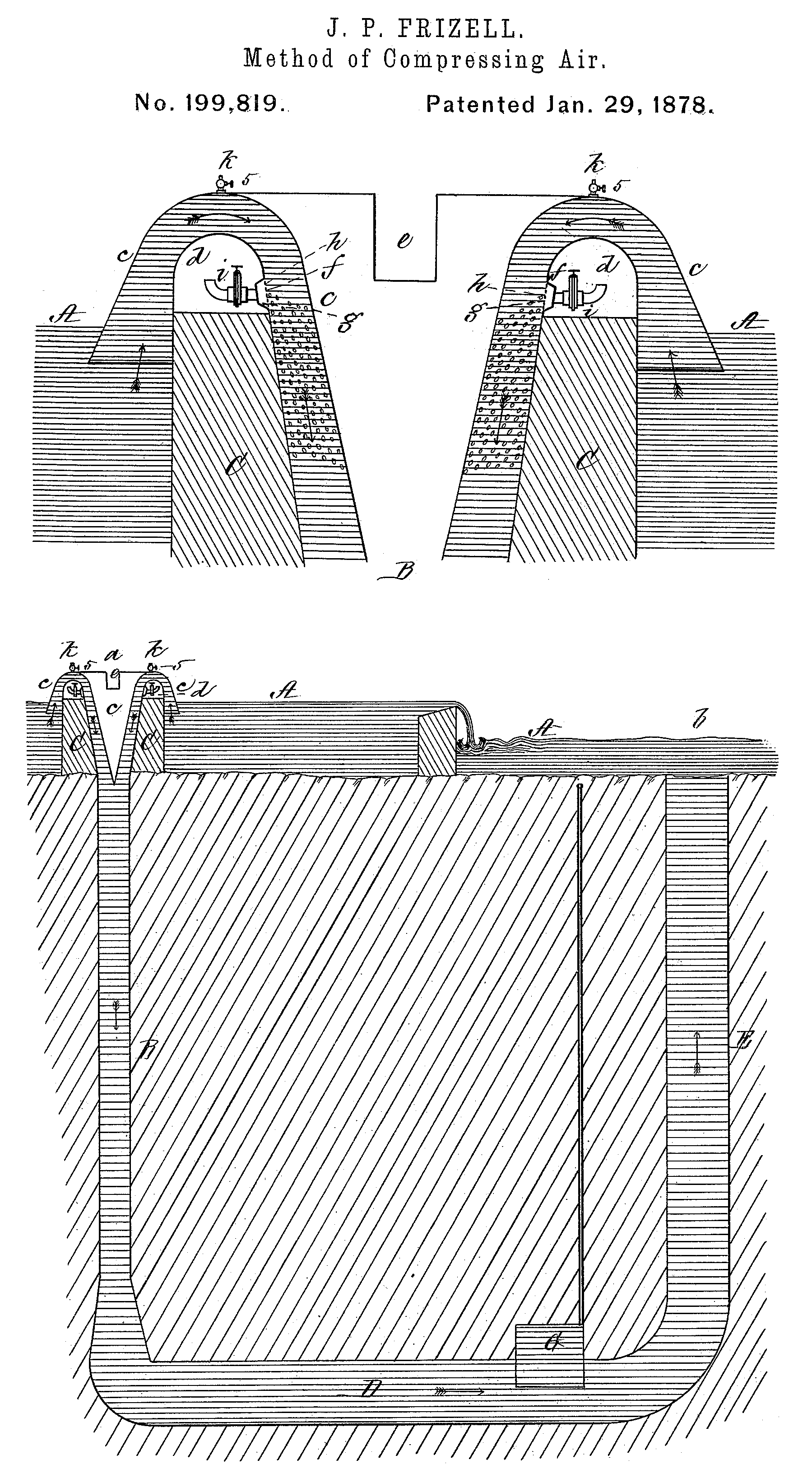
Brevet de Joseph Palmer Frizell inventant la trompe hydraulique pour produire de l’air comprimé.

Frizell travaille ensuite, de 1870 à 1878, en tant que consultant en ingénierie à Boston et, en parallèle, brevette une trompe hydraulique capable de comprimer l'air. Il retourne ensuite à l'ouest pour être employé comme assistant ingénieur en génie civil pour le compte de l'US Engineers Department, et s'implique dans les études sur le potentiel hydraulique du Mississippi. De 1890 à 1892, il est ingénieur en chef des travaux publics d'Austin, puis retourne à Boston. En 1901, il publie le résultat de ses recherches dans Water-Power, qui est le premier ouvrage pratique sur ce sujet publié aux États-Unis. Il se met en retraite de son travail de consultant en 1903 et s'installe alors Dorchester, mais continue de contribuer à plusieurs publications dans ce domaine. Il est considéré comme l'un des fondateurs de l'ingénierie hydraulique américaine, essentiellement autodidacte et maîtrisant tous les aspects théoriques et pratiques liés à son art.

## Publications et œuvres
- (en) Joseph Palmer Frizell, « The water-power of the falls of St. Anthony », Transactions of the American Society of Civil Engineers, vol. 12,‎ 1883, p. 412-422 (lire en ligne)
- (en) Joseph Palmer Frizell, « Mr Fanning's report upon the dam at Austin TX », Engineering News, no 28,‎ 1892, p. 303-304 ; 440 ; 592 ; numéro 29 : 88
- (en) Joseph Palmer Frizell, « The old-time water-wheel of America », Transactions of the American Society of Civil Engineers, vol. 28,‎ 1893, p. 237-249 (lire en ligne)
- (en) Joseph Palmer Frizell, « The storage and pondage of water », Transactions of the American Society of Civil Engineers, vol. 31,‎ 1894, p. 29-54 (lire en ligne)
- (en) Joseph Palmer Frizell, « Pressure resulting from changes of velocity of water in pipes », Transactions of the American Society of Civil Engineers, vol. 39,‎ 1898, p. 1-18 (lire en ligne)
- (en) Joseph Palmer Frizell, Water-Power : An outline of the development and application of the energy of flowing water, New York, J. Wiley & sons, 1901, 646 p. (lire en ligne)